# Yzengremer
Yzengremer là một xã ở tỉnh Somme, vùng Hauts-de-France, Pháp.

## Địa lý
Thị trấn này có cự ly khoảng 15 dặm (24 km) về phía tây của Abbeville, trên đường D19.

## Dân số
| 1962                                                         | 1968 | 1975 | 1982 | 1990 | 1999 |
| ------------------------------------------------------------ | ---- | ---- | ---- | ---- | ---- |
| 471                                                          | 471  | 499  | 483  | 462  | 516  |
| Số liệu điều tra dân số từ năm 1962, dân số không tính trùng |      |      |      |      |      |